# Sexto Apuleio (cônsul em 29 a.C.)
Sexto Apuleio (em latim: Sextus Appuleius) foi um político gente Apuleia da República Romana nomeado cônsul em 29 a.C. com Otaviano. Era filho de Sexto Apuleio com Otávia Maior, a meia-irmã mais velha de Otaviano, irmão de Marco Apuleio, cônsul em 20, e pai de Sexto Apuleio, cônsul em 14.

## Carreira

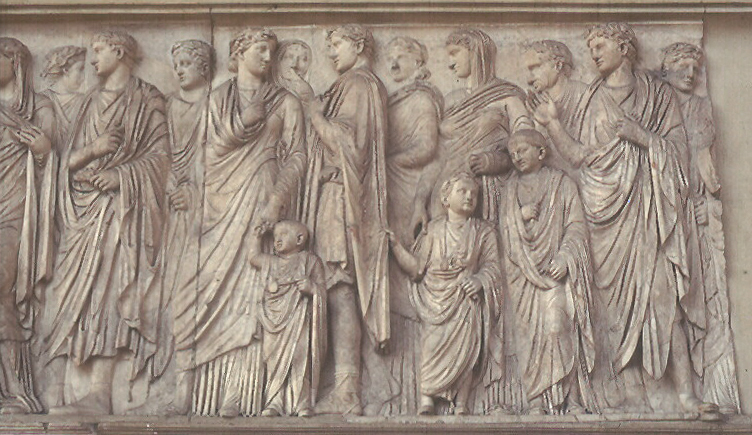
Escultura na face do Altar da Paz, em Roma.

Sexto Apuleio ocupou uma série de cargos importantes durante o reinado de seu tio. Foi nomeado áugure em 31 a.C, cônsul em 29 a.C. com ele dois anos depois, função na qual serviu até 30 de junho, como era o costume, sendo substituído por Potito Valério Messala. Depois, serviu como procônsul da Hispânia em 28 a.C., durante as Guerras Cantábricas, e da Ásia entre 23 e 22 a.C.. Por conta de algum ato durante seu primeiro proconsulado, provavelmente sobre os cântabros, foi-lhe concedida a honra de um triunfo em 26 a.C. Entre 21 e 20 a.C. foi um dos arvais. Em 13 a.C., presidiu o funeral de Marco Vipsânio Agripa com Tibério Cláudio Nero, Públio Quintílio Varo e Julo Antônio, filho de Marco Antônio.
Dião Cássio menciona que, por volta de 12 a.C., Apuleio e Caio Cílnio Mecenas foram acusados perante um tribunal por terem ajudado na consumação de um adultério. Segundo uma inscrição na Ásia, Sexto casou-se com uma mulher chamada Quintila, irmã do político e general romano Públio Quintílio Varo, e teve com ela dois filhos de bastante relevo durante o primeiro período do Império Romano, conhecido como "Principado": um filho chamado Sexto Apuleio, cônsul em 14, e uma filha chamada Apuleia Varília, exilada por causa de um adultério.
Aparentemente foi ainda governador da província romana de Ilírico em 8 a.C., logo depois de Tibério Cláudio Nero, o futuro imperador Tibério, sendo sucedido por Lúcio Domício Enobarbo. É possível ainda que tenha sido este Sexto Apuleio (e não seu pai) que foi flâmine "Julial". Já foi proposto que o flâmine de meia-idade que está esculpido numa das faces do Altar da Paz, em Roma, é justamente ele neste papel. Não se sabe quando Apuleio morreu.